# Кинај (Аљаска)
Кинај (енгл. Kenai) град је у америчкој савезној држави Аљаска.

## Демографија
По попису из 2010. године број становника је 7.100, што је 158 (2,3%) становника више него 2000. године.
| Група             | 2000.         | 2010.         |
| Белци             | 5.602 (80,7%) | 5.466 (77,0%) |
| Афроамериканци    | 34 (0,5%)     | 49 (0,7%)     |
| Азијати           | 115 (1,7%)    | 104 (1,5%)    |
| Хиспаноамериканци | 265 (3,8%)    | 317 (4,5%)    |
| Укупно            | 6.942         | 7.100         |